# Tethepomyiidae
Tethepomyiidae – wymarła rodzina muchówek z podrzędu krótkoczułkich i nadrodziny Archisargoidea.
Były to drobne muchówki o ciele długości około 1,5 mm. Głowa u samców była kulista, u samic półkulista. Oczy były bardzo duże, u samców rozstawione holoptycznie. Szyja była wydłużona. Czułki składały się z trzonka, nóżki i jednoczłonowego biczyka. Narządy gębowe były silnie zredukowane. Krótki, zwartej budowy śródtułów miał co najwyżej kilka większych szczecinek. Tarczka była bardzo krótka. Skrzydła cechowała silna redukcja użyłkowania. Żyłka radialna miała co najwyżej trzy odnogi, a żyłka medialna była pojedyncza. Przednia żyłka kubitalna, jeśli występowała, miała długi trzonek. Żyłka analna była szczątkowa lub całkiem zanikła. Odnóża jeśli miewały na goleniach ostrogi lub szczecinki, to były one bardzo drobne. Zarys odwłoka był długi i smukły. Narządy rozrodcze samca skierowane były ku tyłowi, zaopatrzone w prostej budowy gonokoksyty i gonostyle. Samice miały silnie zmodyfikowany owiskapt żądłowatego kształtu.
Owady te były prawdopodobnie wyspecjalizowanymi parazytoidami, a owiskapt samic służył porażaniu ofiar.
Takson ten wprowadzili w 2008 David A. Grimaldi i Antonio Arillo. W 2016 Grimaldi sklasyfikował go w nadrodzinie Archisargoidea. Przedstawiciele tej rodziny znani są w zapisie kopalnym z kredy, od aptu do turonu. Ich skamieniałości znajdywano w Europie, Azji i Ameryce Północnej. Obejmuje ona dwa rodzaje:
- Tethepomyia Grimaldi et Cumming, 1999
- Tethepomima Grimaldi et Arillo, 2008